# Lac Amutui Quimei
Le lac Amutui Quimei est un lac artificiel situé dans la province argentine de Chubut, en Patagonie.
Il est le résultat de la construction sur le río Futaleufú du barrage de même nom (Futaleufú) destiné avant tout à la production d'hydroélectricité. Ce fleuve fort abondant est l'émissaire final du système du lac Futalaufquen.

## Géographie
Ses coordonnées sont 43° 06′ 17″ S, 71° 39′ 38″ O. Il est situé au sein du parc national Los Alerces. Le lac peut être subdivisé en deux bras. Le plus long, le bras nord-ouest s'engage profondément au sein de la cordillère. Le second ou bras sud longe par l'ouest la partie sud du Cordón Situación, vaste ensemble de montagnes enneigées orienté nord-sud et qui culmine à 2 250 mètres. Le bras sud se termine au sud, au niveau du barrage.
Le lac est alimenté avant tout par l'émissaire du lac Krüger, le río Frey, qui, né au niveau de l'extrémité sud-est du Krüger, coule vers le sud et se jette dans le lac Amutui Quimei au niveau de l'articulation de ses deux bras.
À moins de 3,5 kilomètres à l'est du barrage se trouve la lagune del Toro, blottie dans les contreforts méridionaux du Cordón Situación.

## Description du lac
- La surface du lac se trouve à une altitude de 485 mètres.
- Son niveau peut fluctuer de 20 mètres.
- Sa superficie est de 86 700 000 de m² soit 86,7 kilomètres carrés (près de deux fois le lac du Bourget en France).
- Sa profondeur moyenne est de 64,7 mètres.
- Le volume d'eau contenu est de 8,37 milliards de m³.
- La durée de rétention des eaux est de 0,76 ans.
- L'étendue de son bassin est de 4 650 km2 (soit plus ou moins la superficie du département du Bas-Rhin en France).
- Le Río Futaleufú a un débit de plus ou moins 320 mètres cubes par seconde à la sortie du lac, c’est-à-dire au niveau du barrage.

## La centrale hydroélectrique
La centrale hydroélectrique se trouve sur la rive droite du fleuve. Elle possède 4 turbines de type  Francis de 118 MW chacune, pour une puissance installée totale de 472 MW. L'énergie est transportée vers la ville de Puerto Madryn au moyen de deux lignes à haute tension de 330 kV sur une longueur de 550 km.